# Municipalità locale di Umzimvubu
Umzimvubu è una municipalità locale (in inglese Umzimvubu Local Municipality) appartenente alla municipalità distrettuale di Alfred Nzo della  Provincia del Capo Orientale in Sudafrica. 
In base al censimento del 2001 la sua popolazione è di 197.551 abitanti.
La sede amministrativa e legislativa è la città di Mount Ayliff e il suo territorio si estende su una superficie di 2.506 km² ed è suddiviso in 24 circoscrizioni elettorali (wards). Il suo codice di distretto è EC442.

## Geografia fisica

### Confini
La municipalità locale di Umzimvubu confina a nord con quelle di Greater Kokstad (Sisonke/KwaZulu-Natal) e Matatiele, a est con quella di Mbizana, a sud con quelle di Ntabankulu e Mhlontlo e a ovest con quella di Elundini (Ukhahlamba).

### Città e comuni
- Amahlubi
- Bhele
- Brooks Nek
- Fikeni
- Hlubi
- Ludidi
- Lwandlolubomvu
- Makaula
- Maxesibeni
- Mount Ayliff
- Mount Frere
- Mpoza
- Xesibe

### Fiumi
- Cabazi
- Kinira
- Mkemane
- Mnceba
- Mvalweni
- Mvenyane
- Mzintlava
- Mzimvubu
- Ncome
- Somabadi
- Tina